# آکادمی، اس‌تی لوییس
اکادمی، اس‌تی لوییس (به انگلیسی: Academy, St. Louis) در ایالات متحده آمریکا است که در میزوری واقع شده‌است.

## خصوصیات
اکادمی ۲٬۸۱۶ نفر جمعیت دارد.